# 옵터스

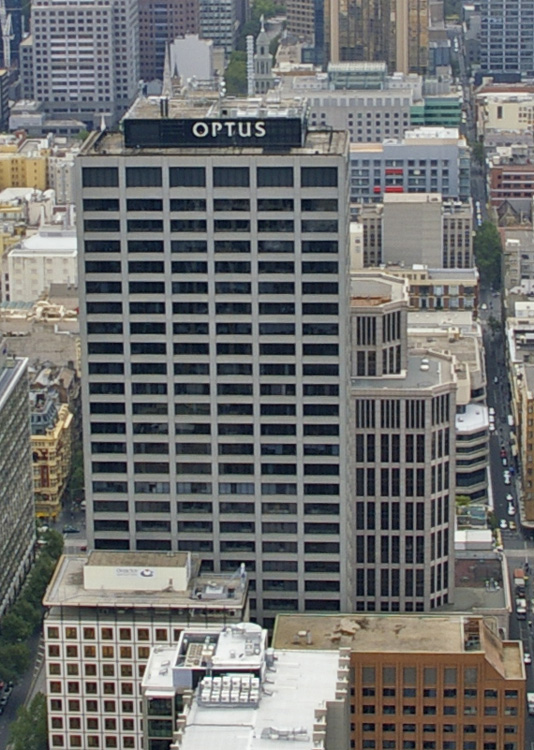
오스트레일리아 멜버른에 위치한 옵터스 빌딩

옵터스(Optus)는 1981년에 설립된 오스트레일리아의 유·무선 전화와 통신 서비스이다. 소재지는 뉴사우스웨일스 주 맥쿼리 파크에 위치하고 있다.